# 埼玉県道208号秩父停車場秩父公園線

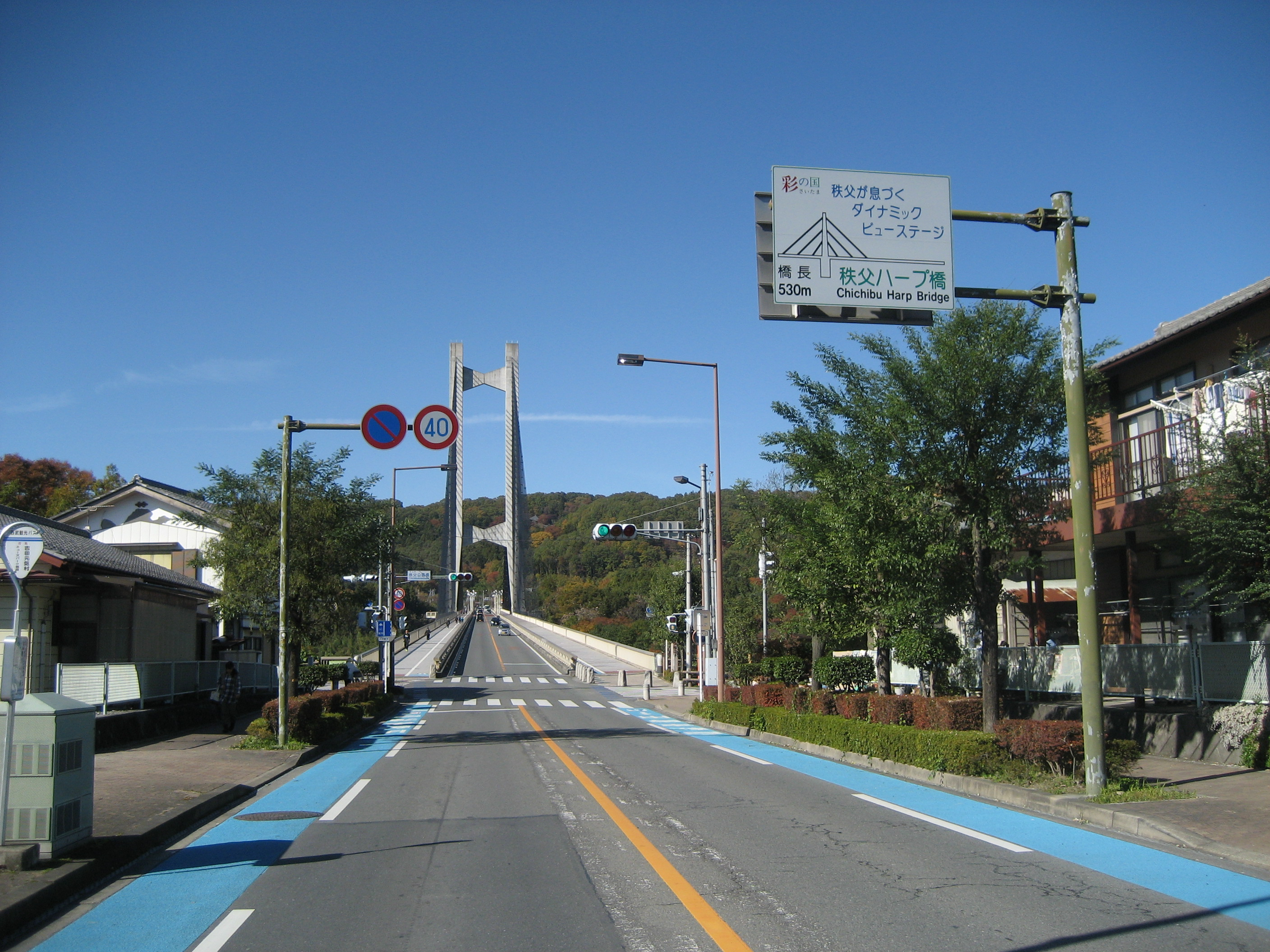
秩父ハープ橋付近

埼玉県道208号秩父停車場秩父公園線（さいたまけんどう208ごう ちちぶていしゃじょうちちぶこうえんせん）は、埼玉県秩父市内に設定されている県道である。起点から「秩父駅入口」交差点までの区間は秩父市唯一の4車線の道路となっている。

## 路線概要
- 起点：秩父停車場
- 終点：秩父公園（埼玉県道72号秩父荒川線交点）
- 総距離：1,590m[要出典]

## 通過する自治体
- 埼玉県
  - 秩父市

## 接続・交差する主な道路
- 埼玉県道72号秩父荒川線「ミューズパーク北口交差点」
- 国道299号「秩父駅入口交差点」

## 沿線
- 秩父鉄道秩父本線 秩父駅
- 秩父市立病院
- 西光寺
- 秩父神社
- 荒川
  - 秩父公園橋（愛称：秩父ハープ橋）

## その他
秩父公園橋より先、長尾根にトンネルを掘削して小鹿野方面に延伸し、国道299号に接続する構想があった。単独事業化が厳しいことから、西関東連絡道路構想に組み込まれ、「国道140号長尾根バイパス」として、2022年度新規事業化することが決定した。